# Can Tries – Gornal metróállomás
Can Tries | Gornal  egy metróállomás Spanyolországban, Barcelonában a barcelonai metró L9-es és L10-es metróvonalán.

## Metróvonalak
Az állomást az alábbi metróvonalak érintik:
- 9-es metróvonal
- 10-es metróvonal

## Kapcsolódó állomások
Az állomáshoz az alábbi állomások vannak a legközelebb:
- Europa-Fira (Estación de Aeroport T1, 9-es metróvonal)
- Torrassa (Zona Universitària, 9-es metróvonal)
- Torrassa (Collblanc, 10-es metróvonal)
- Provençana (ZAL – Riu Vell (Barcelona Metro), 10-es metróvonal)

## Képek

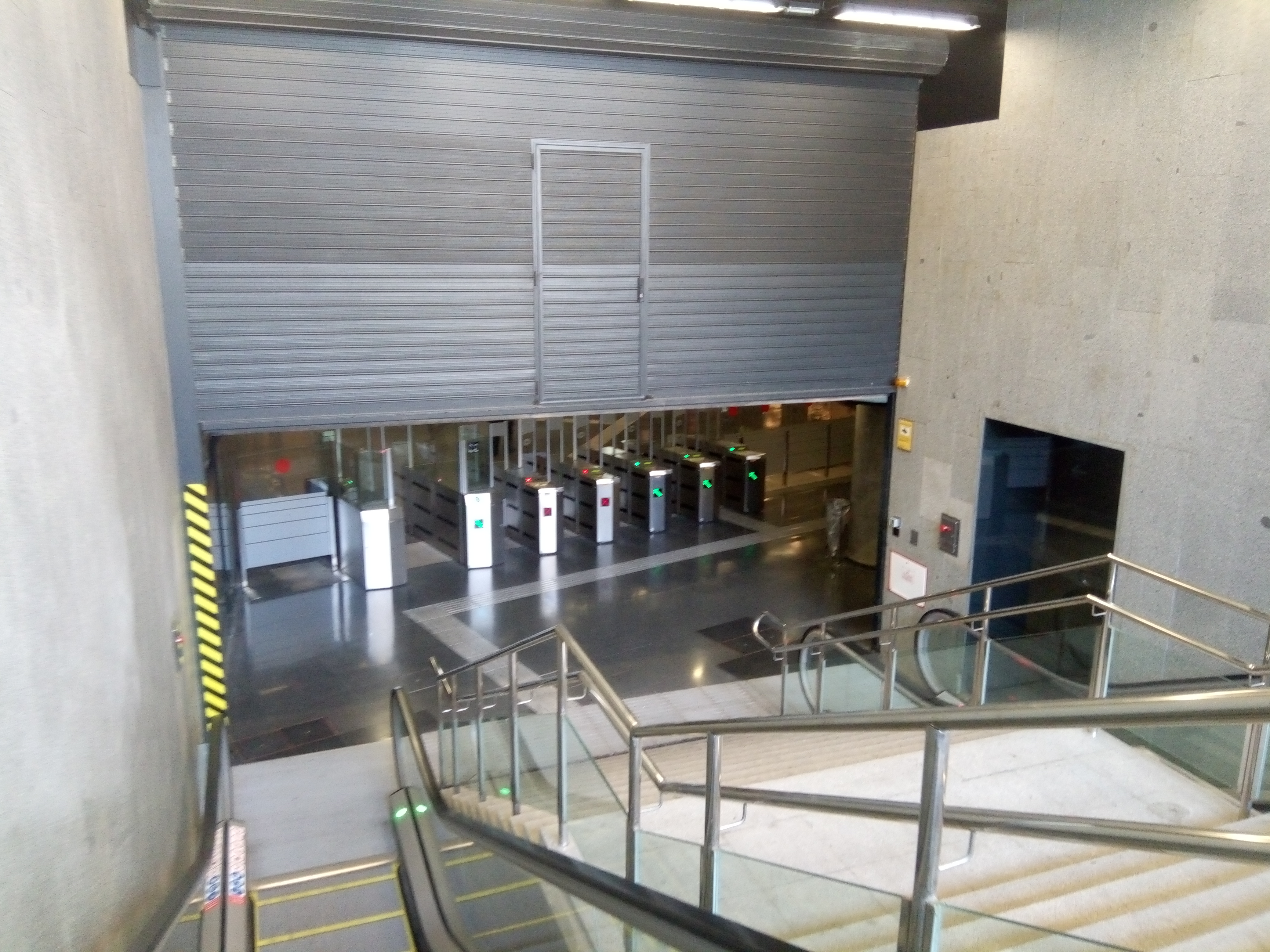
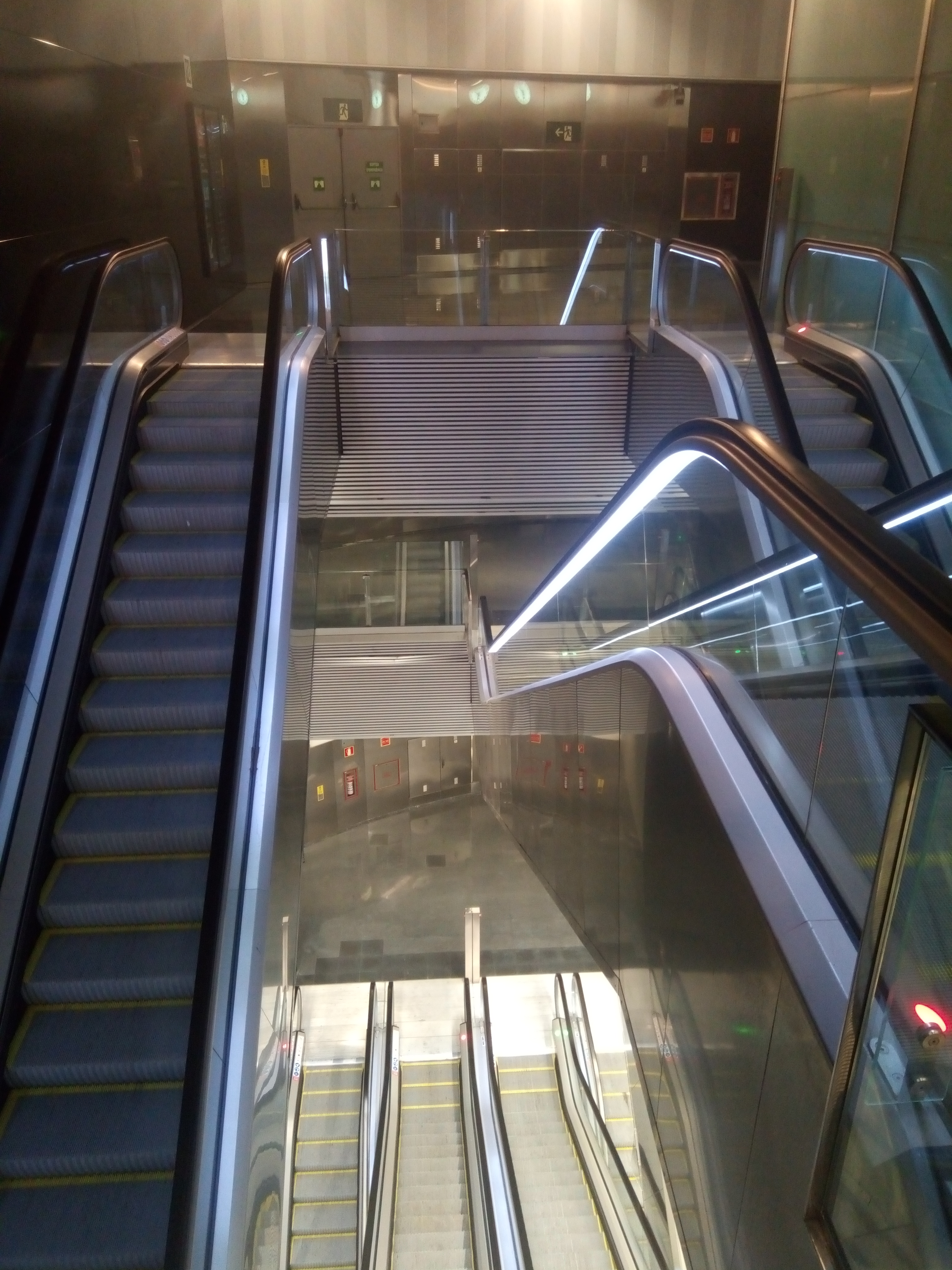
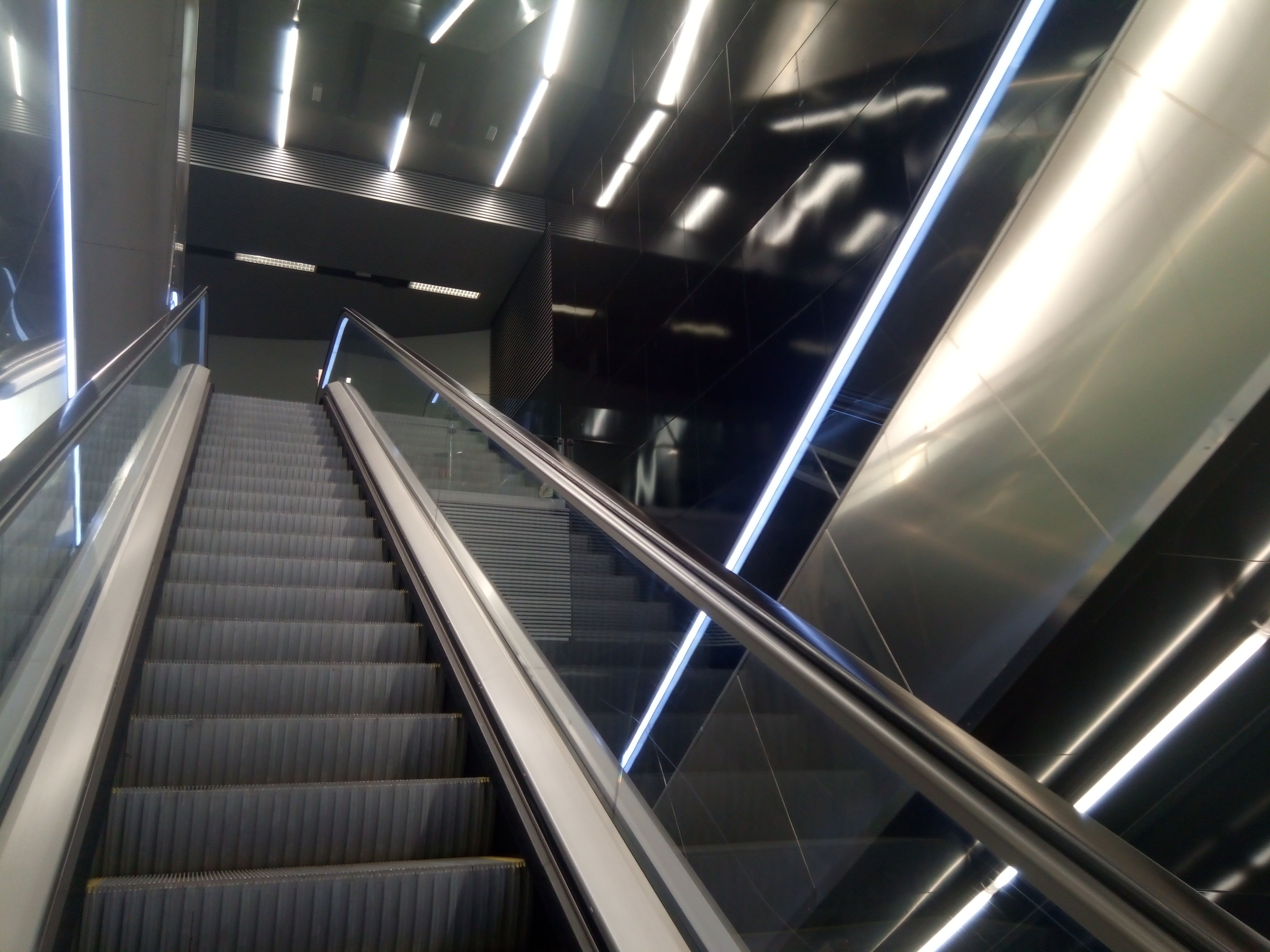
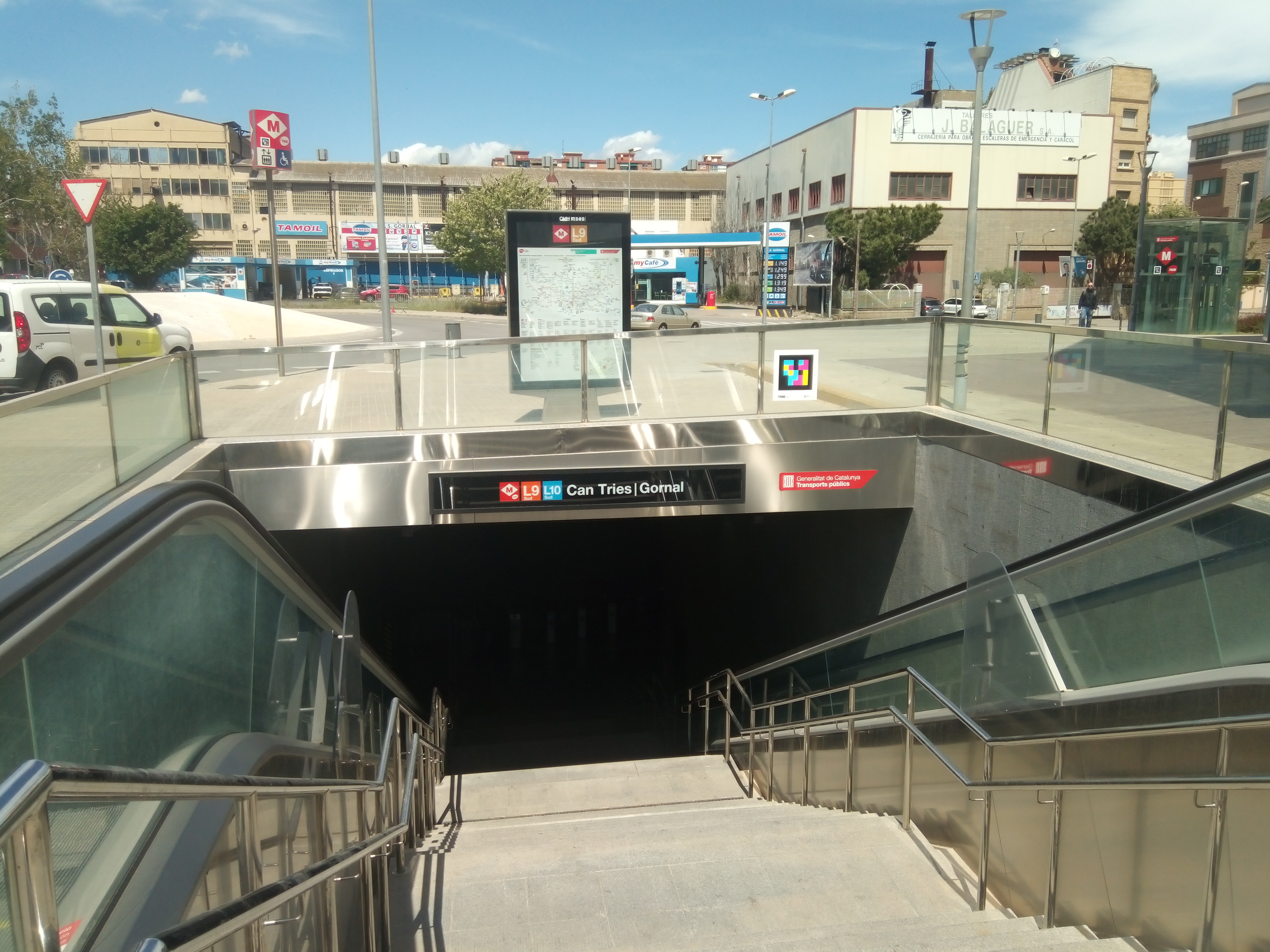